# Peggy Sue (chanson)
Pour les articles homonymes, voir Peggy Sue.

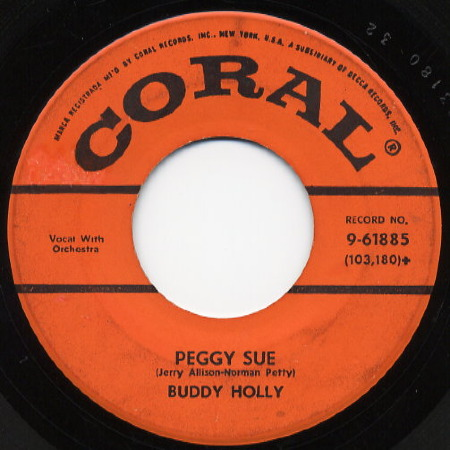
Single Peggy Sue

Peggy Sue est une chanson de rock 'n' roll écrite par Buddy Holly, Jerry Allison (en) et Norman Petty, et sortie en single en juillet 1957 sur le label Coral. Elle figure sur l'album Buddy Holly de 1958. Elle a été reprise par John Lennon en 1975 sur l'album Rock 'n' Roll.
La chanson est dédiée à la muse de Buddy Holly, Peggy Sue Gerron.
Elle est classée no 194 dans la liste des 500 plus grandes chansons selon Rolling Stone, et a été introduite dans le Grammy Hall of Fame Award en 1999.